# اوراکل فایننشل
اوراکل فایننشل (انگلیسی: Oracle Financial) شرکت مشاوره فناوری اطلاعات هندی است، که در سال ۱۹۹۰ توسط ابرشرکت اورکل تأسیس شد.